# Linoy Ashram
Linoy Ashram (in ebraico לינוי אשרם‎?; Rishon LeZion, 13 maggio 1999) è un'ex ginnasta israeliana. Campionessa olimpica nella ginnastica rimica alle olimpiadi di Tokyo 2020.
È la prima atleta donna a vincere l'oro olimpico nella storia di Israele.

## Biografia
Ha due sorelle e un fratello. Durante la carriera agonistica, vive a casa con la sua famiglia.

## Carriera
Carriera Junior
Ashram ha fatto il suo debutto internazionale nelle competizioni juniores nel 2011. Nel 2013 fa parte della squadra junior israeliana ai 5 cerchi, con la quale ottiene il 4º posto nella finale degli Europei di Vienna. Al Grand Prix junior di Mosca del 2014 si piazza nona nell'all-around, facendo guadagnare a Israele un posto ai Giochi olimpici giovanili disputati lo stesso anno a Nanchino. Alle Olimpiadi giovanili Ashram giunge quinta.
Carriera Senior
Nel 2015 la ginnasta inizia a gareggiare a livello senior e contribuisce al quarto posto ottenuto dalla squadra israeliana ai Mondiali di Stoccarda. Fa inoltre incetta di medaglie nella Finale Grand Prix di Brno vincendo l'oro nelle clavette e 4 argenti nell'all-around, nel cerchio, nella palla e nel nastro.
L'anno successivo partecipa anche ai suoi primi campionati europei raggiungendo l'ottava posizione nel concorso individuale, ma è durante gli Europei di Budapest 2017 che si mette in evidenza riuscendo a qualificarsi a tutte e 4 le finali d'attrezzo, collezionando due bronzi nel cerchio e nelle clavette. In seguito conquista la medaglia d'argento nelle clavette ai Giochi mondiali di Breslavia 2017, avendo la meglio su Arina Averina a parità di punteggio (16.300) per la migliore esecuzione, e sale sul podio anche nella finale del cerchio ottenendo il terzo posto. Ai Mondiali di Pesaro 2017 è terza nel concorso generale dietro le gemelle Averina ed è medaglia di bronzo anche nel nastro.
Nel 2016 partecipa al campionato di Serie A italiano in forze alla Associazione Sportiva Udinese, con la quale termina il campionato al 3º posto.
Agli Europei di Guadalajara 2018 manca il podio classificandosi quarta dietro la bielorussa Kacjaryna Halkina e le due Averina. Si rifà tre mesi dopo laureandosi vicecampionessa all-around, dietro Dina Averina, ai Mondiali di Sofia, oltre a vincere un altro argento con il cerchio e un bronzo col nastro.

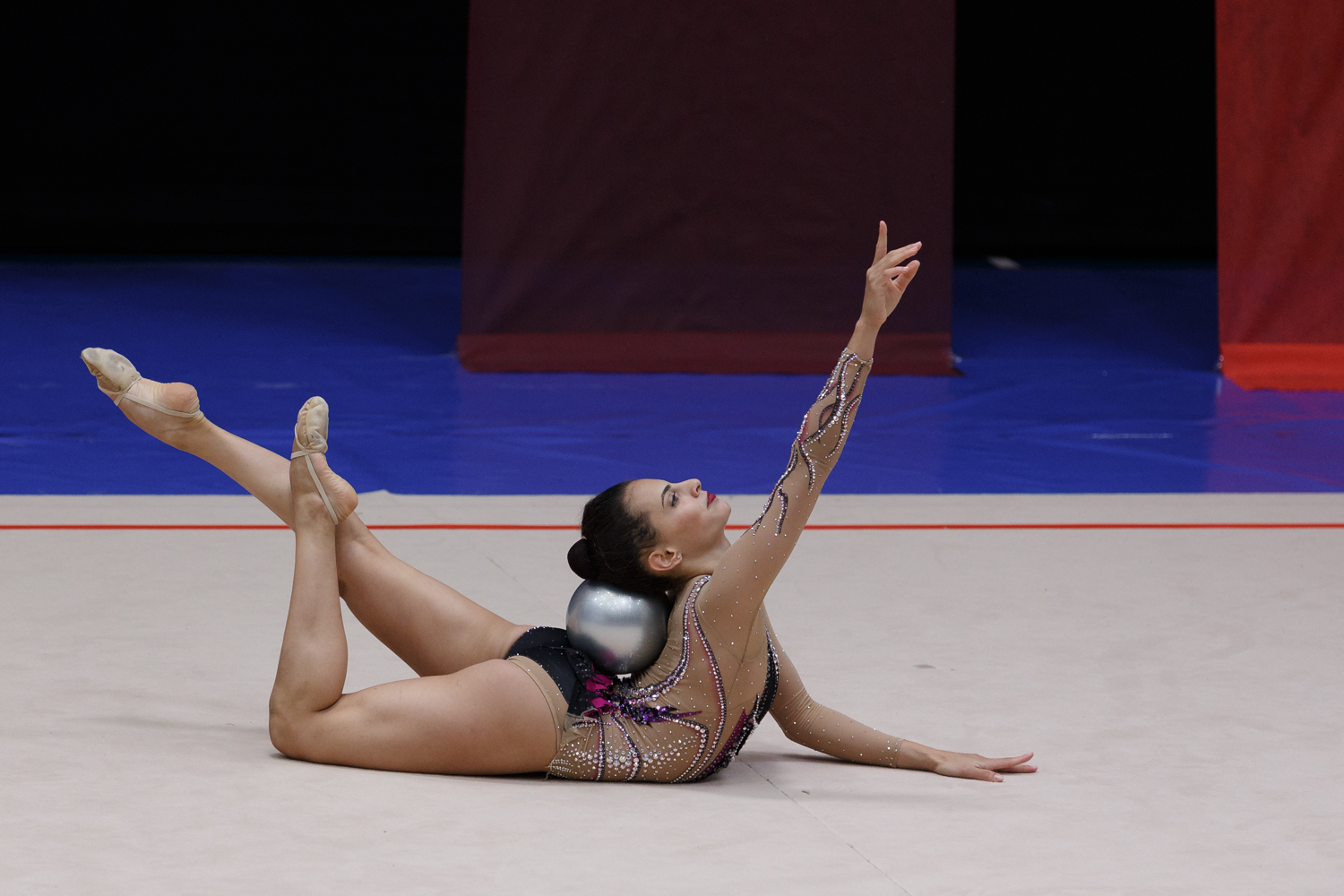
Linoy Ashram con la palla ai campionati nazionali israeliani del 2019

Prende parte ai II Giochi europei che si sono disputati a Minsk nel giugno 2019 guadagnando la medaglia d'argento nel concorso individuale, giungendo seconda dietro Dina Averina e precedendo Kacjaryna Halkina, e qualificandosi a tutte le finali d'attrezzo ottenendo complessivamente due ori nella palla e nelle clavette e l'argento nel nastro.
Ai campionati mondiali di Baku 2019 si impone come la principale avversaria in grado di insediare le ginnaste russe, salendo sul podio in tutte le finali d'attrezzo oltre alla finale del concorso generale. Vince la medaglia d'argento nel cerchio col punteggio 23.400, dietro Ekaterina Seleznëva (23.500) e precedendo l'altra russa Dina Averina (23.350), e ottiene altri due secondi posti nelle clavette e nel nastro, venendo superata in entrambi i casi da Dina Averina, mentre nella palla e nel concorso generale deve accontentarsi del terzo posto dietro le due gemelle Averina. Ottiene il quarto argento in questi campionati con la squadra di Israele, insieme con Nicol Zelikman, Nicol Voronkov e Yuliana Telegina.
Linoy Ashram diventa, a distanza di 23 anni, la prima ginnasta non proveniente dalla Russia ad aggiudicarsi il titolo europeo individuale imponendosi ai campionati di Kiev 2020, col punteggio 100.900, sulle due bielorusse Alina Harnas'ko, su cui ha prevalso a parità di punteggio per le minori deduzioni tecniche sull'esecuzione, e sulla terza classificata Anastasija Salos (96.500 punti).
Alle olimpiadi di Tokyo 2020, nella finale di ginnastica ritmica disputatasi il 7 agosto 2021, vince la medaglia d'oro con un punteggio di 107.800, battendo la russa Dina Averina e la bielorussa Alina Harnas'ko, classificatesi rispettivamente in seconda e terza posizione.
Carriera da allenatrice
Dopo il ritiro, Linoy ha iniziato ad aiutare Ayelet Zussman nell’allenare giovani promesse come la Campionessa Europea 2022 Daria Atamanov e la squadra israeliana Campione del mondo 2023.
Nel 2024 Ashram faceva parte del casting della versione israeliana del programma televisivo Ballando con le stelle, ed è arrivata al terzo posto.

## Palmarès
- Campionati mondiali di ginnastica ritmica

Pesaro 2017: bronzo nel nastro e nell'all-around.
Sofia 2018: argento nel cerchio e nell'all-around, bronzo nel nastro.
Baku 2019: argento nel cerchio, nelle clavette, nel nastro e nella gara a squadre; bronzo nella palla e nell'all-around.
- Campionati europei di ginnastica ritmica

Baku 2014: bronzo nelle clavette e nel nastro (junior).
Budapest 2017: bronzo nel cerchio e nelle clavette.
Kiev 2020: oro nell'all-around.
- Giochi mondiali

Breslavia 2017: argento nelle clavette, bronzo nel cerchio.
- Giochi europei

Minsk 2019: oro nella palla e nelle clavette, argento nell'all-around e nel nastro.
- Giochi olimpici

Tokyo 2020: oro nell'all-around